# Róża Herman
Róża Maria Herman z domu Lubińska (ur. 16 stycznia 1898 w Warszawie, zm. 7 marca 1995 w Łodzi) – lekarka żydowskiego pochodzenia, czołowa polska szachistka w okresie międzywojennym oraz powojennym.

## Życiorys
Urodziła się w 1898 w Warszawie. Absolwentka gimnazjum w Warszawie. Z wykształcenia była lekarką; ukończyła studia na Wydziale Medycznym Uniwersytetu Warszawskiego, specjalizowała się w chorobach wewnętrznych.
Podczas okupacji niemieckiej przebywała w Warszawie. Kiedy utworzono getto, ukrywała się w mieszkaniu poznanej na studiach Aleksandry Rowińskiej. W lipcu 1944 wyjechała do majątku ziemskiego na Lubelszczyźnie gdzie doczekała końca wojny.
Trzykrotnie startowała w turniejach o mistrzostwo świata kobiet:
- 1935 (Warszawa) – VI-VII miejsce z wynikiem 3½ pkt z 9 partii
- 1937 (Sztokholm) – X-XVI miejsce z wynikiem 7 pkt z 14 partii
- 1950 (Moskwa) – XVI miejsce z wynikiem 3 pkt z 15 partii

W okresie międzywojennym zajęła IV miejsce w I Mistrzostwach Polski Kobiet w Warszawie w 1935 oraz VI miejsce w II MP w Warszawie w 1937 (w obu turniejach zwyciężyła Regina Gerlecka). W turnieju kobiecym w Semmering w 1936, wygranym przez Sonję Graf, zajęła XI miejsce.
Była dwukrotną mistrzynią Polski kobiet w latach 1949 i 1950. Oprócz tego, w roku 1951 zdobyła medal srebrny. Ogółem uczestniczyła osiemnastokrotnie w finałowych turniejach o mistrzostwo Polski.
W roku 1950 otrzymała tytuł mistrzyni międzynarodowej za udział w turnieju o mistrzostwo świata kobiet.
Popularyzowała grę w szachy wśród dzieci i młodzieży. Za swoje osiągnięcia otrzymała odznakę „Zasłużony Działacz Kultury Fizycznej” oraz tytuł i odznakę Mistrz Sportu.
Jej mężem był neurolog Eufemiusz Herman. Ich córka – Krystyna (ur. 1921), studentka filologii polskiej na Uniwersytecie Warszawskim, zginęła w 1944.
Została pochowana w części rzymskokatolickiej Starego Cmentarza w Łodzi.